# Quercus lamellosa
Quercus lamellosa är en bokväxtart som beskrevs av James Edward Smith. Quercus lamellosa ingår i släktet ekar, och familjen bokväxter.

## Underarter
Arten delas in i följande underarter:
- Q. l. lamellosa
- Q. l. nigrinervis

## Bildgalleri

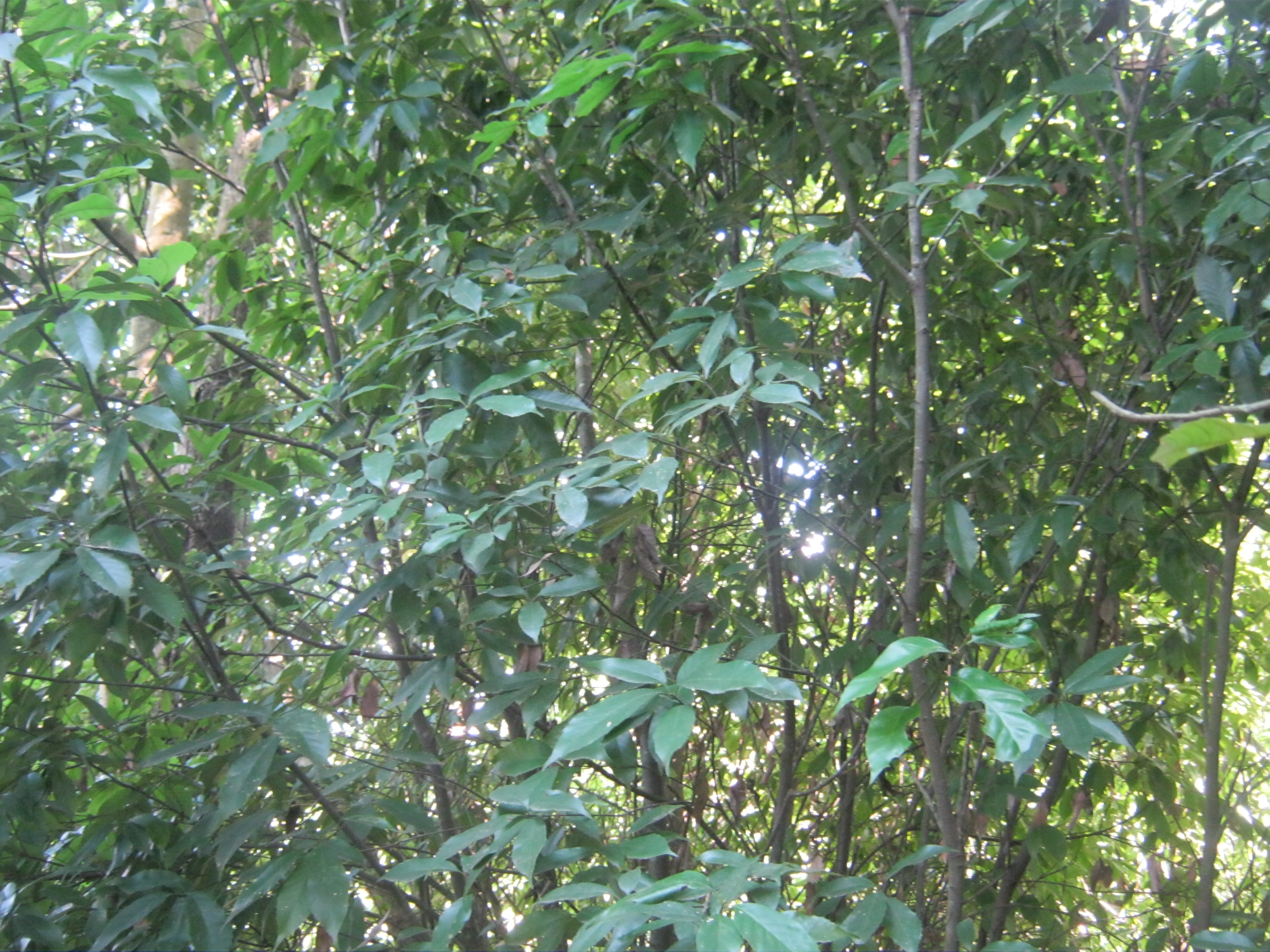